# Рівне (Гвардійський міський округ)
Рівне (рос. Ровное) — селище Гвардійського міського округу, Калінінградської області Росії. Входить до складу Знаменського сільського поселення.
Населення — 114 осіб (2015 рік).

## Населення
| 2002 | 2010 |
| ---- | ---- |
| 116  | ↘114 |